# Усадьба Воронцовых-Дашковых в селе Новотомниково
Усадьба Воронцовых-Дашковых в селе Новотомниково Моршанского района Тамбовской области — единственный полностью сохранившийся в Тамбовской области памятник дворянской архитектуры.

## История
Впервые село Томников упоминается в писцовых книгах XVII века. Однако, в истории усадьбы, как мы её знаем, ключевую роль сыграл род Воронцовых. В XVIII веке, после смерти канцлера Михаила Илларионовича Воронцова, его наследники разделили огромное состояние. Село Томников (позже Новотомниково) досталось его племяннице, Анне Артемьевне Воронцовой, вышедшей замуж за князя Александра Романовича Дашкова. Именно с этого момента начинается расцвет усадьбы Воронцовых-Дашковых.
Князь Александр Романович Дашков, человек образованный и прогрессивный, энергично взялся за обустройство имения. Под его руководством в Новотомниково развернулось масштабное строительство. Был возведен двухэтажный господский дом в стиле классицизма, с портиками, колоннами и парадной лестницей. Вокруг дома раскинулся великолепный парк, спланированный в английском стиле. Живописные аллеи, пруды с островками, беседки и мостики создавали атмосферу уединения и гармонии с природой. В парке росли редкие виды деревьев и кустарников, привезенные из разных уголков мира.
Хозяйственные постройки — конюшни, каретные сараи, склады и мастерские — обеспечивали функционирование большого поместья. Особое внимание уделялось развитию сельского хозяйства. В Новотомниково внедрялись новые технологии, разводились породистые животные, совершенствовались методы обработки земли.
После смерти Александра Романовича усадьба перешла к его сыну, Дмитрию Александровичу Дашкову. Дмитрий Александрович, как и отец, был человеком государственным и образованным. Он занимал высокие посты в правительстве, но при этом не забывал о родовом имении. Он продолжал благоустраивать усадьбу, поддерживал её экономическое развитие.
Новотомниково в эпоху Воронцовых-Дашковых стало настоящим культурным центром. В усадьбе часто бывали известные писатели, художники, музыканты. Здесь проводились литературные вечера, ставились домашние спектакли, устраивались музыкальные концерты. Гостеприимные хозяева радушно принимали всех, кто ценил искусство и науку.
После отмены крепостного права в 1861 году жизнь в усадьбе постепенно начала меняться. Многие крестьяне, получив свободу, покидали имение в поисках лучшей жизни. Экономическое положение усадьбы ухудшалось.
Революция 1917 года стала роковым событием в истории Новотомникова. Усадьба была национализирована, ценности разграблены, а последние владельцы подверглись репрессиям. Господский дом был передан под нужды села. В нём размещались школа, клуб, библиотека. Многие хозяйственные постройки были разрушены или перестроены. Парк пришел в запустение.
В настоящее время от былого величия усадьбы остались лишь руины господского дома, остатки парка и несколько полуразрушенных хозяйственных построек. Главное здание усадьбы практически полностью утратило свою историческую ценность. Внутренние перегородки разрушены, пол прогнил, лестницы обрушились. Внутри — завалы кирпича, мусора и обломков. Сохранились лишь фрагменты стен и общая планировка, которые дают лишь общее представление о том, как выглядело здание в прошлом. Подлинные элементы отделки, интерьеры и исторические артефакты практически полностью утрачены.
В последние годы предпринимаются попытки по восстановлению усадьбы. Проводятся работы по расчистке парка, укреплению остатков господского дома. Однако, для полной реставрации требуется огромные средства и усилия.

## Архитектура
Точных планов и подробных архитектурных описаний зданий усадьбы Воронцовых-Дашковых сохранилось крайне мало. Информация собирается по крупицам из архивных документов, свидетельств очевидцев и анализа сохранившихся руин. Вот что можно восстановить о постройках XVIII века:
Архитектура усадьбы Воронцовых-Дашковых отражала европейские архитектурные тенденции XVIII века. Несмотря на разнообразие построек, они были объединены общим архитектурным стилем, что создавало гармоничный ансамбль. Все постройки были выполнены из качественных материалов и отличались высоким уровнем мастерства.
Господский дом (главный усадебный дом):
• Стиль: Классицизм (становление стиля). Вероятно, с элементами барокко, характерного для середины-конца XVIII века.
• Архитектура: Двухэтажное здание, прямоугольное в плане. Центральная часть, скорее всего, выделялась ризалитом (выступающей частью) с портиком. Колонны (предположительно, дорического или тосканского ордера) поддерживали фронтон. Парадная лестница вела к главному входу. Окна большие, прямоугольные, с простыми наличниками. Крыша двускатная.
• Материалы: Кирпич, штукатурка, дерево.
• Внутренняя планировка: Планировка анфиладная, характерная для классицизма. Центральная анфилада проходила через весь дом, соединяя парадные залы. По бокам располагались жилые комнаты, кабинеты и библиотеки. В доме была оборудована домовая церковь.
• Особенности: По свидетельству очевидцев, интерьер был богато украшен лепниной, росписью, паркетом и изразцовыми печами. В доме хранилась большая коллекция живописи, скульптуры и книг.
Парковые сооружения:
• Беседки и павильоны: В парке располагалось несколько беседок и павильонов, выполненных в разных архитектурных стилях. Они служили для отдыха и уединения.
• Мостики: Через пруды и ручьи были перекинуты изящные мостики, украшенные коваными перилами и резными деталями.
• Гроты: Искусственные гроты из камня и кирпича создавали романтическую атмосферу в парке.
Хозяйственные постройки:
• Конюшни: Кирпичные здания с арочными проемами и высокими потолками.
• Каретные сараи: Деревянные или кирпичные постройки для хранения карет и экипажей.
• Склады: Кирпичные здания для хранения зерна, сена и других припасов.
• Мастерские: Деревянные или кирпичные здания, в которых работали кузнецы, столяры, ткачи и другие ремесленники.
• Дом для прислуги: Деревянные или кирпичные одноэтажные здания.
Другие постройки:
• Церковь: Описание отдельной церкви 18 века пока не обнаружено, возможно, она была домовой.
• Оранжерея: Для выращивания экзотических растений.